# Nový Dvůr (Písek)
Nový Dvůr je malá vesnice, část města Písek ve stejnojmenném okrese v Jihočeském kraji. Je od něj vzdálena asi 5,5 kilometru jihovýchodním směrem. Nový Dvůr leží v katastrálním území Nový Dvůr u Písku o rozloze 3 km².

## Historie
První písemná zmínka o vesnici pochází z roku 1790.

## Obyvatelstvo
| Rok            | 1869 | 1880 | 1890 | 1900 | 1910 | 1921 | 1930 | 1950 | 1961 | 1970 | 1980 | 1991 | 2001 | 2011 | 2021 |
| -------------- | ---- | ---- | ---- | ---- | ---- | ---- | ---- | ---- | ---- | ---- | ---- | ---- | ---- | ---- | ---- |
| Počet obyvatel | 199  | 200  | 206  | 199  | 200  | 196  | 188  | 173  | 154  | 158  | 142  | 136  | 134  | 105  | 110  |
| Počet domů     | 23   | 28   | 30   | 31   | 32   | 32   | 35   | 38   | 37   | 38   | 32   | 42   | 40   | 42   | 46   |

## Obecní správa
Při sčítání lidu v letech 1850–1920 Nový Dvůr byl osadou obce Semice v okrese Písek. V letech 1921–1959 byl samostatnou obcí v okrese Písek. V letech 1960–1975 byl znovu částí obce Semice v okrese Písek. Od 1. ledna 1976 je částí města Písek ve stejnojmenném okrese.

## Pamětihodnosti
- Návesní kaple ve vesnici je zasvěcená Panně Marii Bolestné. Je z roku 1878–1879. Kaple se nachází na křižovatce Topolové a Bajzovy ulice.[8]

## Galerie

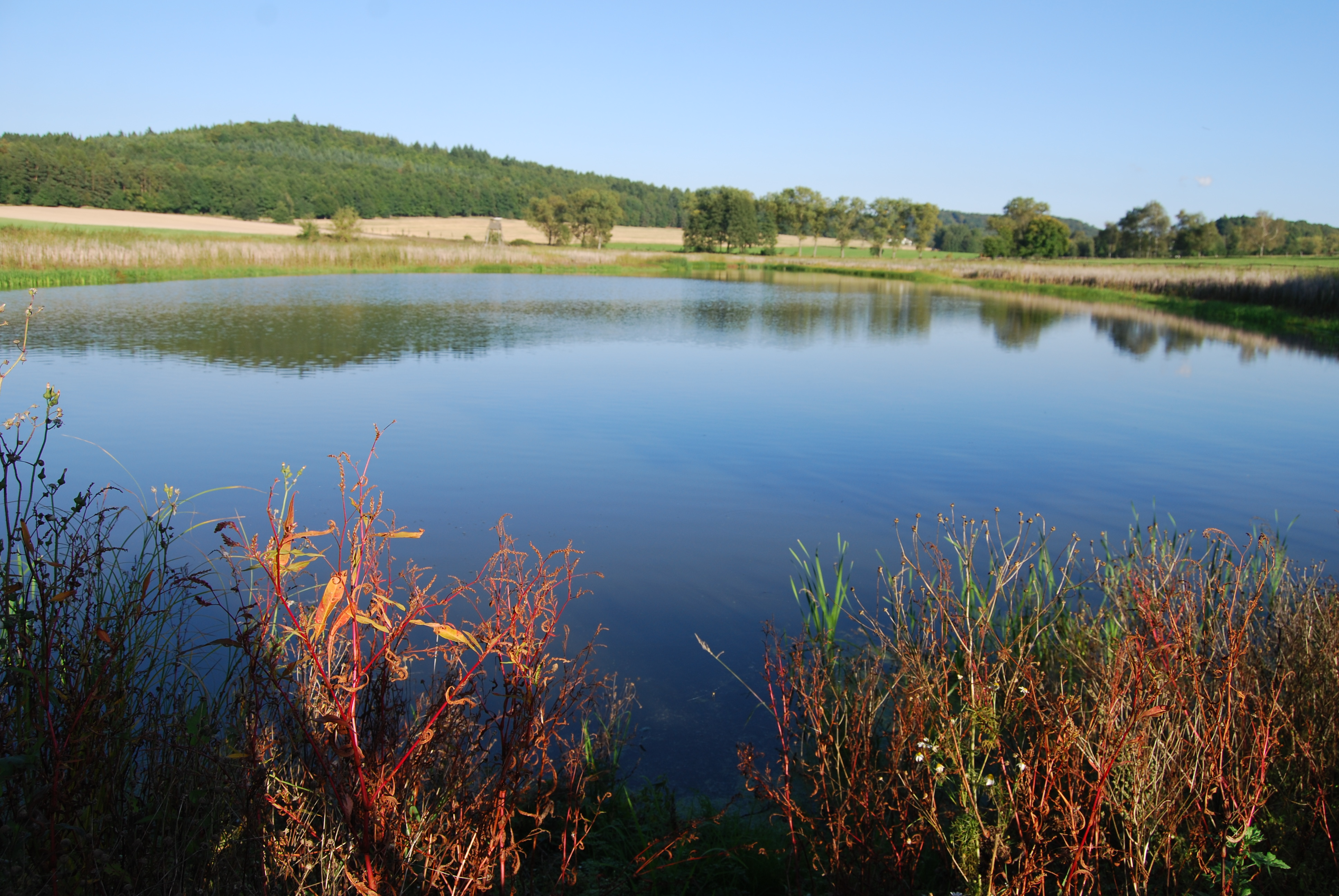
Dlouhý rybník
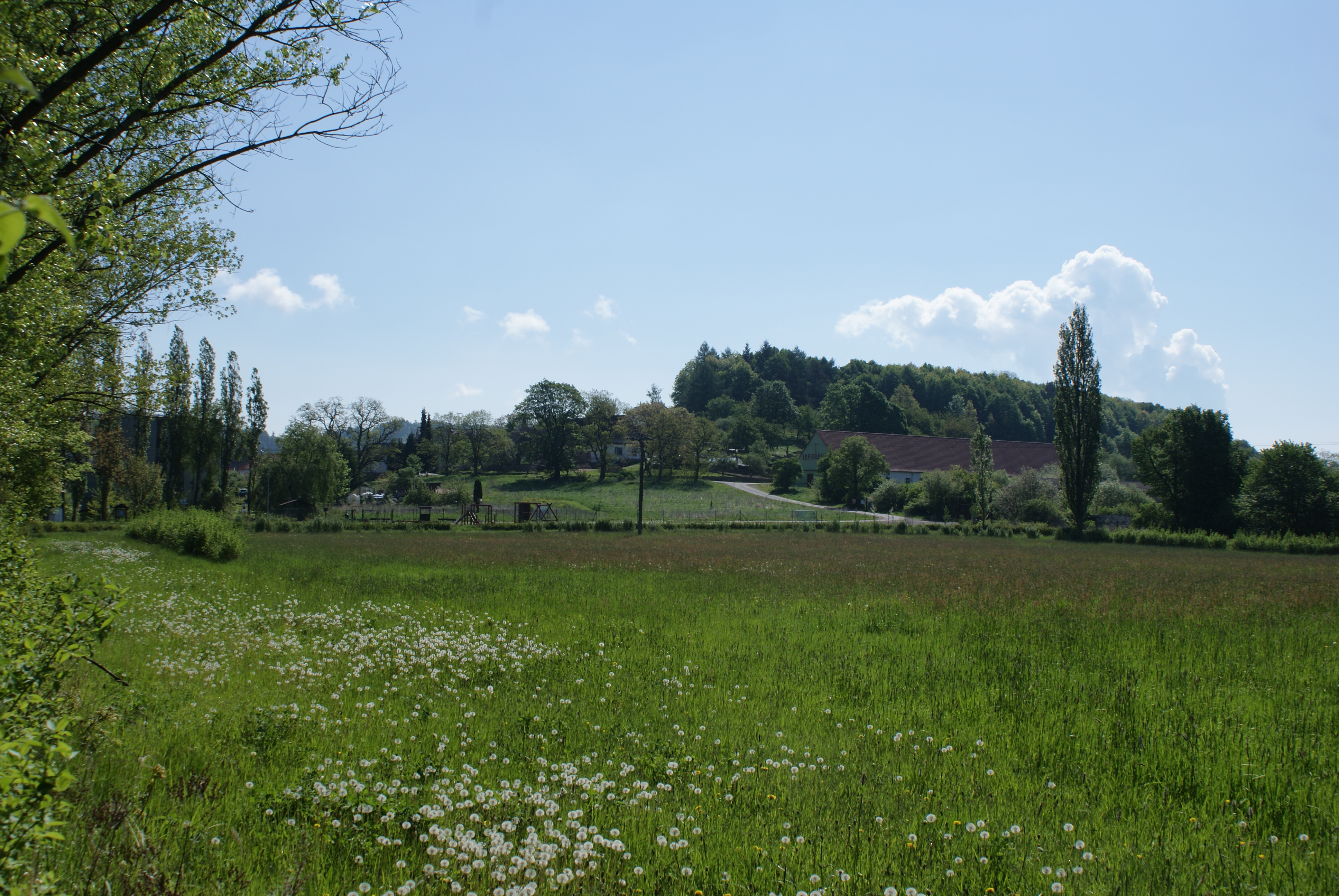
Pohled na okolí vesnice
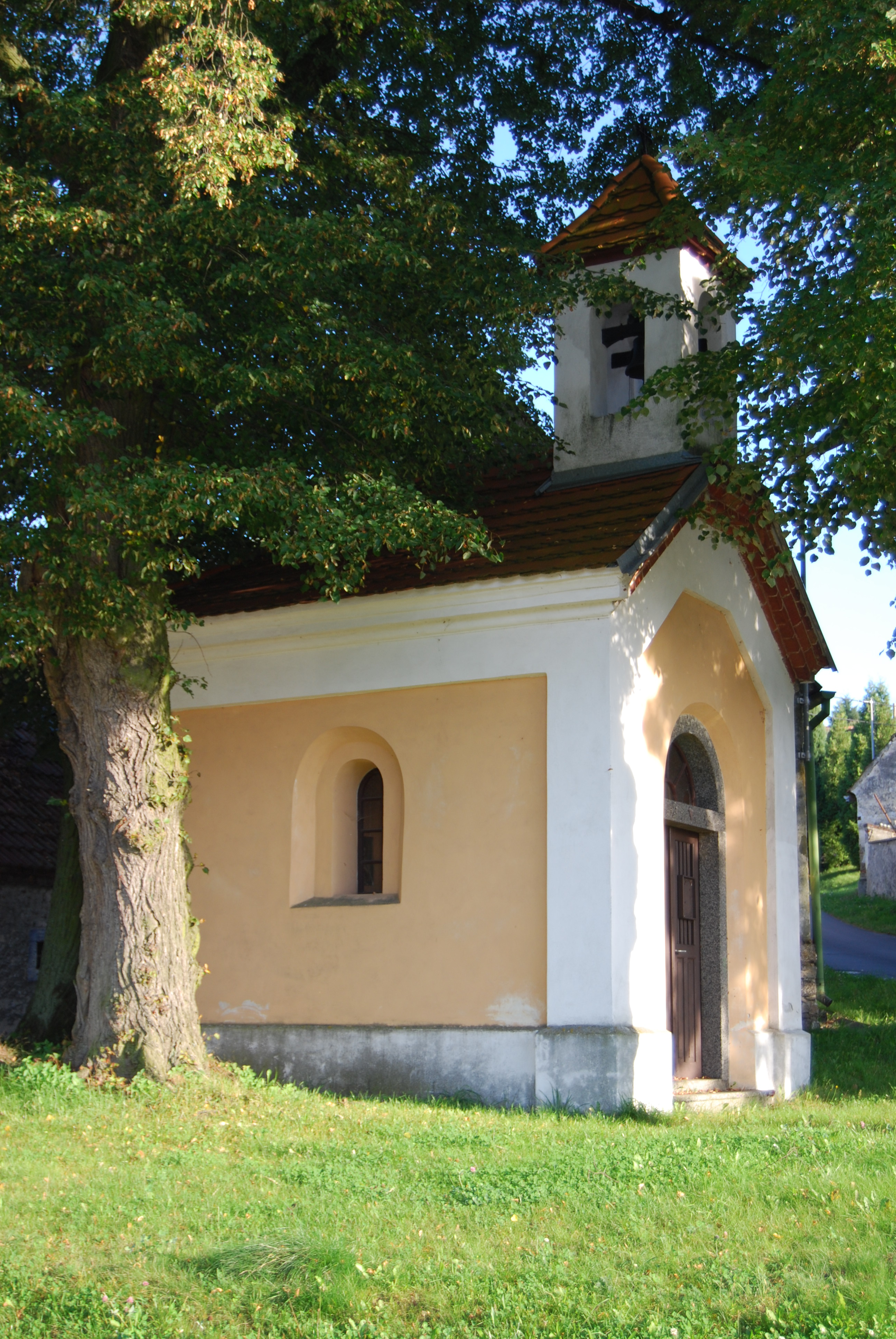
Návesní kaple